# Florence Griffith-Joyner
Florence Griffith-Joyner (ur. 21 grudnia 1959 jako Florence Delorez Griffith, zm. 21 września 1998 w Mission Viejo) – amerykańska lekkoatletka, sprinterka. Trzykrotna mistrzyni olimpijska w biegu na 100 m, 200 m i w sztafecie 4 × 100 m (Seul 1988), dwukrotna wicemistrzyni olimpijska w biegu na 200 m (Los Angeles 1984) i w sztafecie 4 × 400 m (Seul 1988). Aktualna rekordzistka świata w biegu na 100 m (10,49 sek.) i 200 m (21,34 sek). Florence Griffith-Joyner przeszła do historii lekkoatletyki jako najszybsza kobieta globu. Ustanowione przez nią w 1988 roku rekordy świata na 100 m i 200 m, do dziś pozostają niepobite. Zmarła nagle podczas snu na skutek ataku padaczki w 1998 roku.

## Trudny początek kariery
Już w liceum wygrywała wiele zawodów. Karierę seniorską rozpoczęła w 1978 roku. Jeszcze podczas studiów trenował ją Bobby Kersee, przyszły mąż trzykrotnej mistrzyni olimpijskiej Jacqueline „Jackie” Joyner, z której bratem Alem związała się Griffith. Z powodu problemów finansowych przerwała studia, podejmując pracę kasjerki w banku. W tym ciężkim okresie życia pomógł jej trener, w związku z tym mogła powrócić na studia, ostatecznie kończąc je z dyplomem psychologii. 
Florence Griffith mogła wystąpić na Igrzyskach XXII Olimpiady rozgrywanych w Moskwie w 1980 r., ale Stany Zjednoczone je zbojkotowały.

## Pierwsze sukcesy
Pierwszy sukces odniosła na 1. Mistrzostwach Świata w Lekkoatletyce w 1983 roku, zajmując tam 4. miejsce w biegu na 200 m (22,46 sek.). Rok później na Igrzyskach XXIII Olimpiady w Los Angeles zdobyła srebro na tym samym dystansie, uzyskując czas 22,04 sek. (startowała wtedy pod panieńskim nazwiskiem Griffith).
W 1985 roku wygrała bieg na 100 m, osiągając czas 11 sek. W 1987 roku wstąpiła w związek małżeński z Alem Joynerem, mistrzem olimpijskim w trójskoku. Od tego czasu zaczęła używać nazwiska Griffith-Joyner.
W 1987 roku na 2. Mistrzostwach Świata w Lekkoatletyce rozgrywanych na Stadio Olimpico w Rzymie zdobyła swoje pierwsze złoto w sztafecie 4 × 100 m oraz srebro na 200 m.
16 lipca 1988 r. na zawodach lekkoatletycznych rozgrywanych w Indianapolis Florence Griffith-Joyner ustanowiła rekord świata wynoszący 10,49 sek. Tym samym pobiła rekord świata swojej rodaczki Evelyn Ahsford ustanowiony 22 sierpnia 1984 r. w Zurychu o 0,27 s. Jednak do dziś istnieją kontrowersje co do uznania tego rekordu. Zdaniem obserwatorów sprinterce musiał pomagać wiatr, który owego dnia wiał całkiem mocno, natomiast podczas biegu miernik wskazywał, że jest bezwietrznie. Sam trener Joyner przyznał później, że jego podopiecznej rzeczywiście mógł pomóc wiatr. Rekord został uznany, choć z adnotacją, że wiatr prawdopodobnie przekraczał dopuszczalną normę.

## XXIV Letnie Igrzyska Olimpijskie w Seulu
Florence Griffith-Joyner na Igrzyska XXIV Olimpiady w Seulu w 1988 roku jechała jako główna faworytka. Wygrała bieg na 100 m z rezultatem niewiele gorszym od rekordu – 10,54 sek., wyprzedzając drugą Evelyn Ashford o 0,3 sek. Startowała także na dystansie 200 m. Już w biegu półfinałowym ustanowiła nowy rekord świata z czasem 21:56 sek., a w finale pobiła go jeszcze raz – o 0,22 sek.(21,34) Zdobyła też złoto w sztafecie 4 × 100. Wzięła również udział w sztafecie 4 × 400 m (w tej konkurencji występowała po raz pierwszy na arenie międzynarodowej). Sztafeta amerykańska zajęła drugą pozycję, plasując się tuż za rosyjską. Z igrzysk olimpijskich wyjeżdżała jako jedna z największych gwiazd sportu. Uzyskała także jeden z najlepszych w historii wyników pod względem liczby medali zdobytych przez jedną zawodniczkę.

## Zakończenie kariery i śmierć
Zaraz po igrzyskach Florence Griffith-Joyner postanowiła zakończyć karierę, poświęcając się rodzinie i swoim innym pasjom, jak moda i projektowanie ubrań. W 1990 roku państwu Joyner urodziła się córka Mary Ruth Joyner. Próbowała ona później swoich sił w sporcie, jednak poświęciła się tańcowi i śpiewaniu.
Florence próbowała wrócić do biegania w 1996 roku. Jej marzeniem było wzięcie udziału w XXVI Letnich Igrzyskach Olimpijskich w Atlancie i pobicie rekordu świata na dystansie 400 m, jednak z powodu problemów ze ścięgnem ostatecznie nie wystartowała. W trakcie kariery i po jej zakończeniu występowała gościnnie w kilku serialach telewizyjnych, jak: Santa Barbara czy Pomoc domowa. Zmarła niespodziewanie podczas snu w 1998 roku. 
Florence Griffith-Joyner zarzucano używanie dopingu i sterydów anabolicznych. Dla obserwatorów duża progresja wyników w krótkim czasie oraz przyrost masy mięśniowej mogą wydawać się podejrzane, wręcz nieprawdopodobne. Także niespodziewana śmierć sportsmenki była wiązana z domniemanym dopingiem stosowanym przed laty. Jednakże testy antydopingowe w trakcie kariery i sekcja zwłok nie wykazały jakoby Florence stosowała doping, a powodem jej śmierci były środki dopingujące. Stwierdzono, że Florence Griffith-Joyner doznała ataku padaczki, w trakcie którego udusiła się. Podczas sekcji zwłok w jej mózgu wykryto naczyniaka jamistego. Uznano, że był on przyczyną napadów, które sprinterka miała także wcześniej.